# Žalm 74

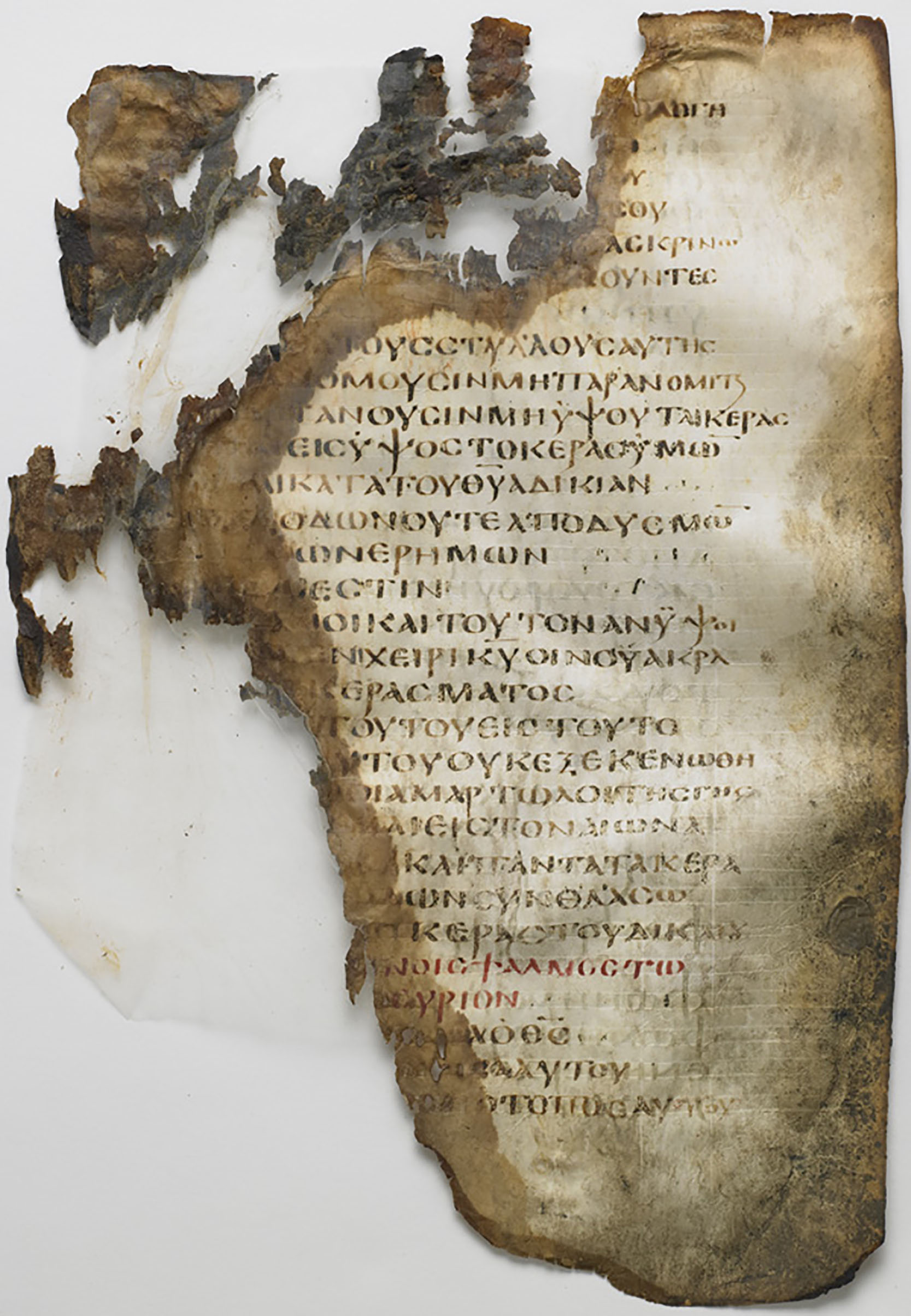
Úryvek 74. žalmu ve Washingtonském kodexu z 5. století

Žalm 74 („Bože, zanevřel jsi na nás natrvalo?“, podle řeckého číslování 73) je součást biblické Knihy žalmů. Je nadepsán: „Poučující, pro Asafa“. Jeho obsahem je nářek židovské komunity nad neštěstím v babylónském zajetí a prosba o to, aby byl židovský národ díky Boží moci osvobozen. V žalmu se patrně odráží příběh o stvoření světa (v detailech odlišný od podání knihy Genesis), a dá se předpokládat, že jde o pozůstatky původních náboženských tradic (podobně jako v žalmu 89), někteří badatelé upozorňují na souvislosti s eposem Enúma eliš. Žalm využívá bohaté básnické prostředky a metaforické obrazy.